# NASCAR Nextel Cup Series 2006

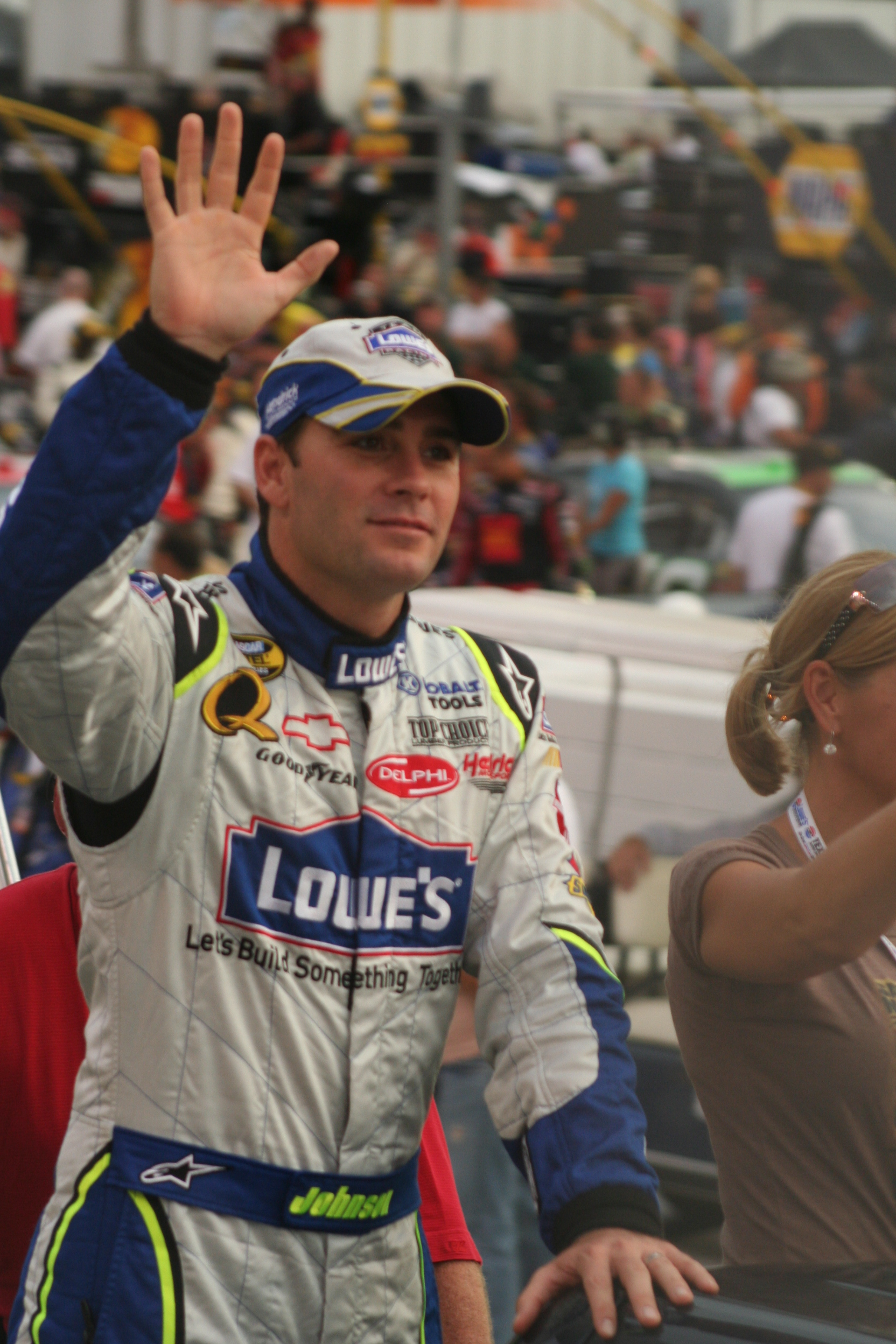
Jimmie Johnson, il campione 2006 della Nextel Cup Series. Questo è stato il primo dei suoi cinque titoli consecutivi.

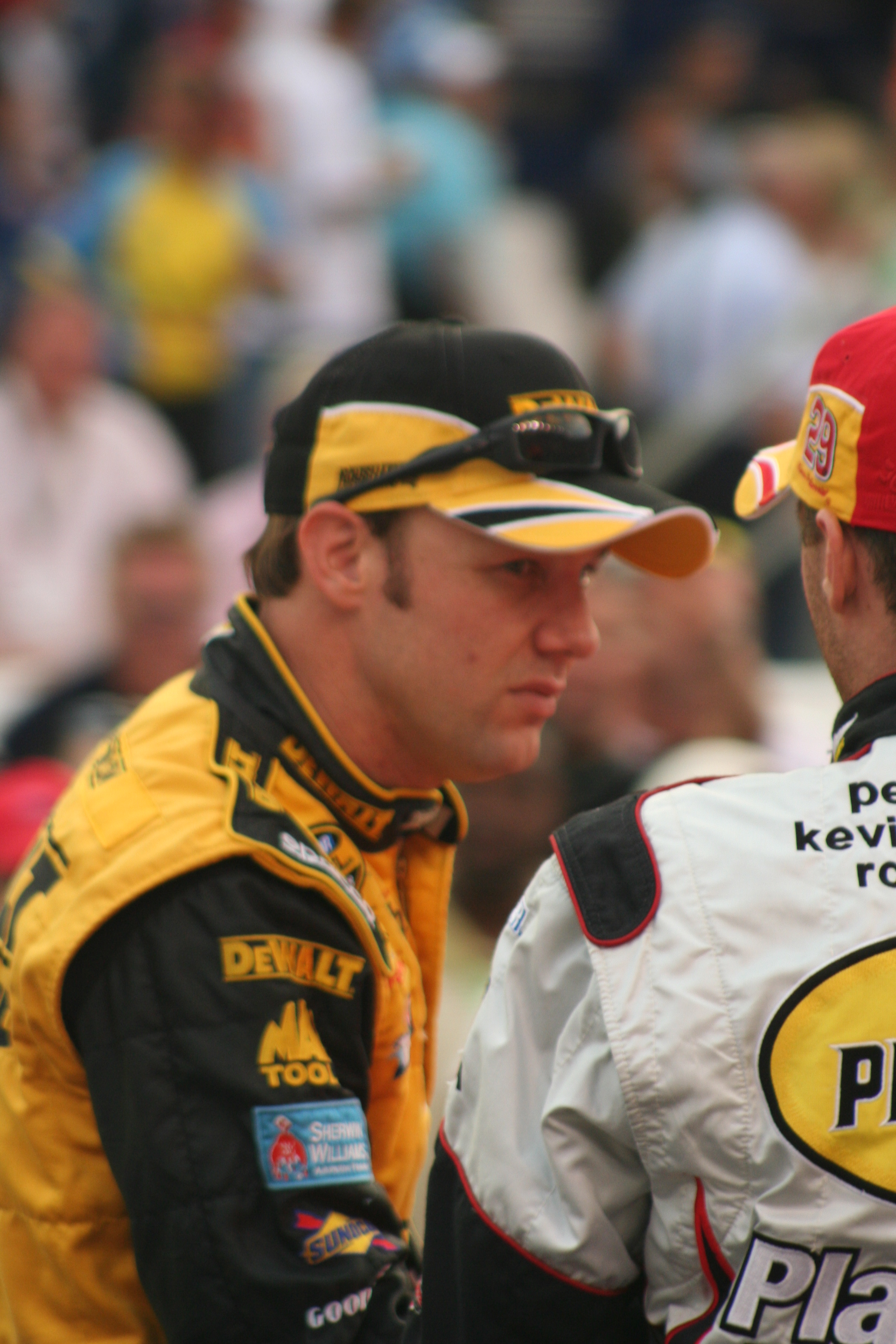
Matt Kenseth è arrivato secondo dietro a Johnson di 56 punti.

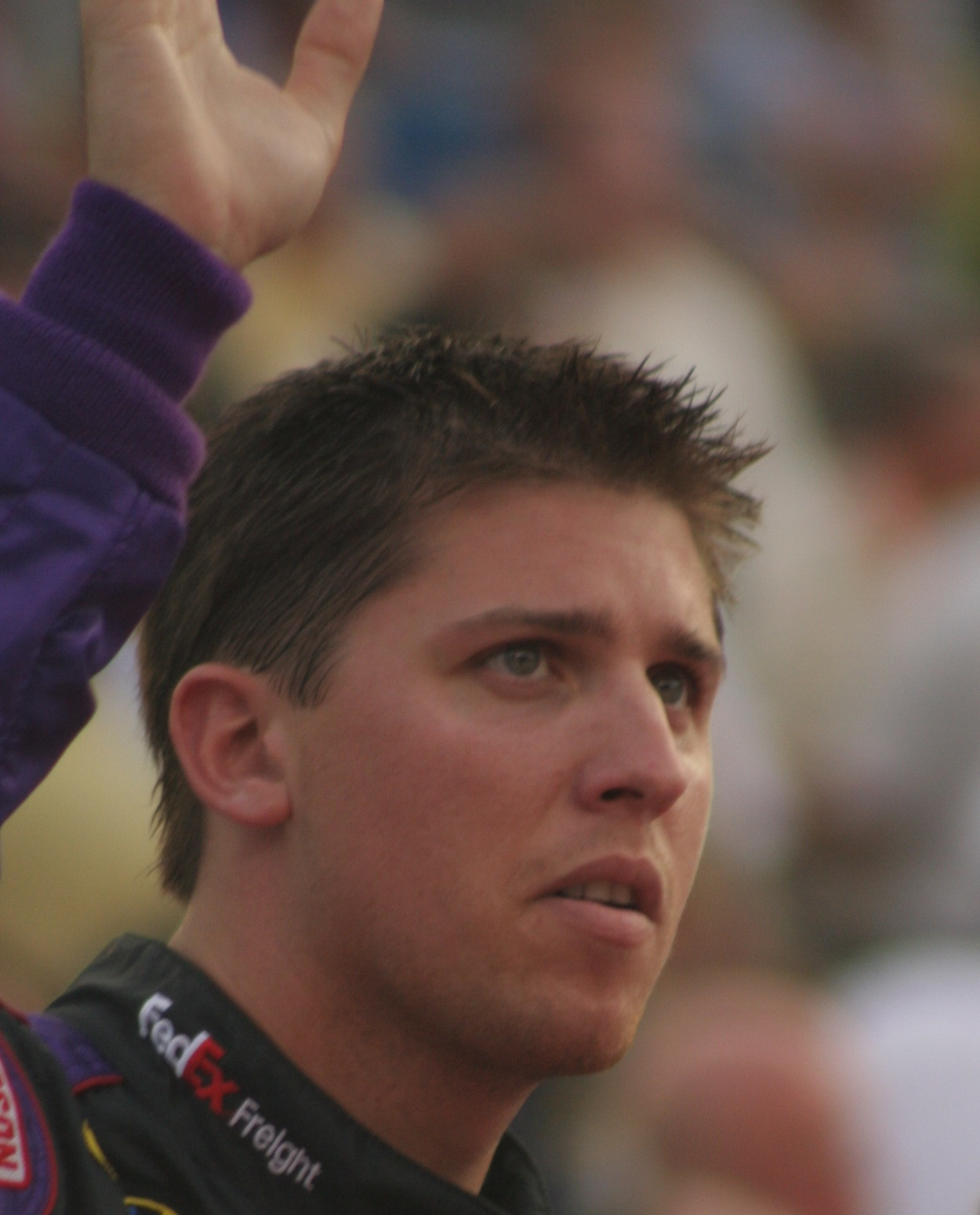
Denny Hamlin è arrivato terzo in campionato e ha anche vinto il Rookie of the Year.

La NASCAR Nextel Cup Series 2006 è stata la 58ª edizione del campionato professionale di stock car. Il campionato è cominciato il 12 febbraio con lo Daytona 500 per concludersi il 20 novembre con la Ford 400. Il campione in carica era Tony Stewart mentre la Chevrolet era il campione costruttori.

## Team e Piloti

### Programma completo
| Auto                 | Team                                           | No. | Pilota               | Capo squadra                                    |
| -------------------- | ---------------------------------------------- | --- | -------------------- | ----------------------------------------------- |
| Chevrolet            | Dale Earnhardt, Inc.                           | 1   | Martin Truex Jr. (R) | Kevin Manion                                    |
| Chevrolet            | Dale Earnhardt, Inc.                           | 8   | Dale Earnhardt Jr.   | Tony Eury Jr.                                   |
| Chevrolet            | Furniture Row Racing                           | 78  | Kenny Wallace 31     | Joe Garone                                      |
| Chevrolet            | Furniture Row Racing                           | 78  | Jimmy Spencer 3      | Joe Garone                                      |
| Chevrolet            | Furniture Row Racing                           | 78  | Travis Kvapil 1      | Joe Garone                                      |
| Chevrolet            | Furniture Row Racing                           | 78  | Max Papis 1          | Joe Garone                                      |
| Chevrolet            | MB2 Motorsports Ginn Racing                    | 01  | Joe Nemechek         | Ryan Pemberton                                  |
| Chevrolet            | MB2 Motorsports Ginn Racing                    | 14  | Sterling Marlin      | Doug Randolph                                   |
| Chevrolet            | Haas CNC Racing                                | 66  | Jeff Green           | Harold Holly                                    |
| Chevrolet            | Hall of Fame Racing                            | 96  | Terry Labonte 7      | Phillipe Lopez                                  |
| Chevrolet            | Hall of Fame Racing                            | 96  | Tony Raines 29       | Phillipe Lopez                                  |
| Chevrolet            | Hendrick Motorsports                           | 5   | Kyle Busch           | Alan Gustafson                                  |
| Chevrolet            | Hendrick Motorsports                           | 24  | Jeff Gordon          | Steve Letarte                                   |
| Chevrolet            | Hendrick Motorsports                           | 25  | Brian Vickers        | Lance McGrew                                    |
| Chevrolet            | Hendrick Motorsports                           | 48  | Jimmie Johnson       | Chad Knaus                                      |
| Chevrolet            | Joe Gibbs Racing                               | 11  | Denny Hamlin (R)     | Mike Ford                                       |
| Chevrolet            | Joe Gibbs Racing                               | 18  | J. J. Yeley (R)      | Steve Addington                                 |
| Chevrolet            | Joe Gibbs Racing                               | 20  | Tony Stewart         | Greg Zipadelli                                  |
| Chevrolet            | Morgan-McClure Motorsports                     | 4   | Scott Wimmer 28      | Chris Carrier                                   |
| Chevrolet            | Morgan-McClure Motorsports                     | 4   | P. J. Jones 1        | Chris Carrier                                   |
| Chevrolet            | Morgan-McClure Motorsports                     | 4   | Todd Bodine 3        | Chris Carrier                                   |
| Chevrolet            | Morgan-McClure Motorsports                     | 4   | Ward Burton 4        | Chris Carrier                                   |
| Chevrolet            | PPI Motorsports                                | 32  | Travis Kvapil 34     | James Ince                                      |
| Chevrolet            | PPI Motorsports                                | 32  | Ron Fellows 2        | James Ince                                      |
| Chevrolet            | Richard Childress Racing                       | 07  | Clint Bowyer (R)     | Gil Martin                                      |
| Chevrolet            | Richard Childress Racing                       | 29  | Kevin Harvick        | Todd Berrier                                    |
| Chevrolet            | Richard Childress Racing                       | 31  | Jeff Burton          | Scott Miller                                    |
| Chevrolet            | Robby Gordon Motorsports                       | 7   | Robby Gordon         | Greg Erwin                                      |
| Dodge                | BAM Racing                                     | 49  | Brent Sherman (R) 8  | Ron Otto                                        |
| Dodge                | BAM Racing                                     | 49  | Jimmy Spencer 1      | Ron Otto                                        |
| Dodge                | BAM Racing                                     | 49  | Mike Wallace 1       | Ron Otto                                        |
| Dodge                | BAM Racing                                     | 49  | Kevin Lepage 17      | Ron Otto                                        |
| Dodge                | BAM Racing                                     | 49  | Chris Cook 2         | Ron Otto                                        |
| Dodge                | BAM Racing                                     | 49  | Mike Bliss 7         | Ron Otto                                        |
| Dodge                | Bill Davis Racing                              | 22  | Dave Blaney          | Kevin Hamlin                                    |
| Dodge                | Chip Ganassi Racing with Felix Sabates         | 40  | David Stremme (R) 34 | Jeff Vandermoss                                 |
| Dodge                | Chip Ganassi Racing with Felix Sabates         | 40  | Scott Pruett 2       | Jeff Vandermoss                                 |
| Dodge                | Chip Ganassi Racing with Felix Sabates         | 41  | Reed Sorenson (R)    | Jimmy Elledge                                   |
| Dodge                | Chip Ganassi Racing with Felix Sabates         | 42  | Casey Mears          | Donnie Wingo                                    |
| Dodge                | Evernham Motorsports                           | 9   | Kasey Kahne          | Kenny Francis                                   |
| Dodge                | Evernham Motorsports                           | 10  | Scott Riggs          | Rodney Childers                                 |
| Dodge                | Evernham Motorsports                           | 19  | Jeremy Mayfield 21   | Chris Andrews                                   |
| Dodge                | Evernham Motorsports                           | 19  | Bill Elliott 1       | Chris Andrews                                   |
| Dodge                | Evernham Motorsports                           | 19  | Elliott Sadler 14    | Chris Andrews                                   |
| Dodge                | Penske Racing South                            | 2   | Kurt Busch           | Roy McCauley                                    |
| Dodge                | Penske Racing South                            | 12  | Ryan Newman          | Matt Borland                                    |
| Dodge                | Petty Enterprises                              | 43  | Bobby Labonte        | Todd Parrott 22 Greg Steadman 4 Paul Andrews 10 |
| Dodge                | Petty Enterprises                              | 45  | Kyle Petty           | Paul Andrews 26 Billy Wilburn 10                |
| Dodge                | Waltrip-Jasper Racing                          | 55  | Michael Waltrip      | Derrick Finley                                  |
| Ford                 | Robert Yates Racing                            | 38  | Elliott Sadler 22    | Tommy Baldwin Jr.                               |
| Ford                 | Robert Yates Racing                            | 38  | David Gilliland 14   | Tommy Baldwin Jr.                               |
| Ford                 | Robert Yates Racing                            | 88  | Dale Jarrett         | Slugger Labbe                                   |
| Ford                 | Roush Racing                                   | 6   | Mark Martin          | Pat Tryson                                      |
| Ford                 | Roush Racing                                   | 16  | Greg Biffle          | Doug Richert                                    |
| Ford                 | Roush Racing                                   | 17  | Matt Kenseth         | Robbie Reiser                                   |
| Ford                 | Roush Racing                                   | 26  | Jamie McMurray       | Jimmy Fennig/Wally Brown                        |
| Ford                 | Roush Racing                                   | 99  | Carl Edwards         | Bob Osborne                                     |
| Ford                 | Wood Brothers/JTG Racing                       | 21  | Ken Schrader         | David Hyder                                     |
| Chevrolet Dodge Ford | Peak Fitness Racing 9 Front Row Motorsports 27 | 34  | Randy LaJoie 2       | Wayne Hatfield                                  |
| Chevrolet Dodge Ford | Peak Fitness Racing 9 Front Row Motorsports 27 | 34  | Chad Chaffin (R) 11  | Wayne Hatfield                                  |
| Chevrolet Dodge Ford | Peak Fitness Racing 9 Front Row Motorsports 27 | 34  | Chad Blount 7        | Wayne Hatfield                                  |
| Chevrolet Dodge Ford | Peak Fitness Racing 9 Front Row Motorsports 27 | 34  | Carl Long 3          | Wayne Hatfield                                  |
| Chevrolet Dodge Ford | Peak Fitness Racing 9 Front Row Motorsports 27 | 34  | Greg Sacks 2         | Wayne Hatfield                                  |
| Chevrolet Dodge Ford | Peak Fitness Racing 9 Front Row Motorsports 27 | 34  | Mike Skinner 2       | Wayne Hatfield                                  |
| Chevrolet Dodge Ford | Peak Fitness Racing 9 Front Row Motorsports 27 | 34  | Johnny Miller 1      | Wayne Hatfield                                  |
| Chevrolet Dodge Ford | Peak Fitness Racing 9 Front Row Motorsports 27 | 34  | Joey McCarthy 1      | Wayne Hatfield                                  |
| Chevrolet Dodge Ford | Peak Fitness Racing 9 Front Row Motorsports 27 | 34  | Brian Simo 1         | Wayne Hatfield                                  |
| Chevrolet Dodge Ford | Peak Fitness Racing 9 Front Row Motorsports 27 | 34  | Kertus Davis 1       | Wayne Hatfield                                  |
| Chevrolet Dodge Ford | Peak Fitness Racing 9 Front Row Motorsports 27 | 34  | Kevin Lepage 4       | Wayne Hatfield                                  |
| Chevrolet Dodge Ford | Peak Fitness Racing 9 Front Row Motorsports 27 | 61  | Kevin Lepage 13      | Greg Conner 15 Mike Steurer 17 Craig Osbourne 4 |
| Chevrolet Dodge Ford | Peak Fitness Racing 9 Front Row Motorsports 27 | 61  | Chad Chaffin (R) 17  | Greg Conner 15 Mike Steurer 17 Craig Osbourne 4 |
| Chevrolet Dodge Ford | Peak Fitness Racing 9 Front Row Motorsports 27 | 61  | Brian Simo 1         | Greg Conner 15 Mike Steurer 17 Craig Osbourne 4 |
| Chevrolet Dodge Ford | Peak Fitness Racing 9 Front Row Motorsports 27 | 61  | Chad Blount 1        | Greg Conner 15 Mike Steurer 17 Craig Osbourne 4 |
| Chevrolet Dodge Ford | Peak Fitness Racing 9 Front Row Motorsports 27 | 61  | Ted Christopher 1    | Greg Conner 15 Mike Steurer 17 Craig Osbourne 4 |
| Chevrolet Dodge Ford | Peak Fitness Racing 9 Front Row Motorsports 27 | 61  | Derrike Cope 1       | Greg Conner 15 Mike Steurer 17 Craig Osbourne 4 |
| Chevrolet Dodge Ford | Peak Fitness Racing 9 Front Row Motorsports 27 | 61  | Stanton Barrett 1    | Greg Conner 15 Mike Steurer 17 Craig Osbourne 4 |

### Programma limitato
| Auto                 | Team                         | No. | Pilota             | Camo squadra                | Round |
| -------------------- | ---------------------------- | --- | ------------------ | --------------------------- | ----- |
| Chevrolet            | Braun Racing                 | 71  | Jason Leffler      | Todd Lohse                  | 1     |
| Chevrolet            | CJM Racing                   | 72  | Kertus Davis       | Doug George                 | 2     |
| Chevrolet            | CJM Racing                   | 72  | Brent Sherman      | Doug George                 | 1     |
| Chevrolet            | CJM Racing                   | 72  | David Gilliland    | Doug George                 | 1     |
| Chevrolet            | CJM Racing                   | 72  | Dale Quarterley    | Doug George                 | 1     |
| Chevrolet            | CJM Racing                   | 72  | Mike Skinner       | Doug George                 | 4     |
| Chevrolet            | CJM Racing                   | 72  | Brandon Whitt      | Doug George                 | 2     |
| Chevrolet            | Competitive Edge Motorsports | 51  | Mike Garvey        | Barry Haefele               | 10    |
| Chevrolet            | Cupp Motorsports             | 46  | Carl Long          | Stan Hover                  | 4     |
| Chevrolet            | Dale Earnhardt, Inc.         | 15  | Paul Menard        | Dan Stillman                | 10    |
| Chevrolet            | Front Row Motorsports        | 92  | Chad Chaffin (R)   | Teddy Brown                 | 1     |
| Chevrolet            | Front Row Motorsports        | 92  | Randy LaJoie       | Teddy Brown                 | 1     |
| Chevrolet            | Front Row Motorsports        | 92  | Chad Blount        | Teddy Brown                 | 6     |
| Chevrolet            | Front Row Motorsports        | 92  | Johnny Miller      | Teddy Brown                 | 1     |
| Chevrolet            | Haas CNC Racing              | 70  | Johnny Sauter      | Bootie Barker               | 2     |
| Chevrolet            | Hendrick Motorsports         | 44  | Terry Labonte      | Peter Sospenzo              | 10    |
| Chevrolet            | Kirk Shelmerdine Racing      | 27  | Kirk Shelmerdine   | Phil Harris                 | 6     |
| Chevrolet            | Kirk Shelmerdine Racing      | 27  | Tom Hubert         | Phil Harris                 | 2     |
| Chevrolet            | Kirk Shelmerdine Racing      | 27  | Ted Christopher    | Phil Harris                 | 3     |
| Chevrolet            | Kirk Shelmerdine Racing      | 27  | Mike Skinner       | Phil Harris                 | 1     |
| Chevrolet            | MB2 Motorsports              | 36  | Bill Elliott       | Frank Stoddard              | 1     |
| Chevrolet            | Michael Waltrip Racing       | 00  | Bill Elliott       | Larry Carter                | 5     |
| Chevrolet            | Morgan-McClure Motorsports   | 04  | Eric McClure       | Danny Gill                  | 1     |
| Chevrolet            | Richard Childress Racing     | 33  | Scott Wimmer       | Pat Smith                   | 1     |
| Chevrolet            | Stanton Barrett Racing       | 95  | Stanton Barrett    | Shawn Parker                | 16    |
| Dodge                | Arnold Motorsports           | 50  | Larry Foyt         | Buddy Sisco                 | 1     |
| Dodge                | Bill Davis Racing            | 23  | Mike Skinner       | Ricky Viers                 | 1     |
| Dodge                | Bill Davis Racing            | 23  | Bill Lester        | Ricky Viers                 | 3     |
| Dodge                | Bobby Hamilton Racing        | 04  | Bobby Hamilton Jr. |                             | 3     |
| Dodge                | Brandon Ash Racing           | 02  | Brandon Ash        | Ed Ash                      | 2     |
| Dodge                | Chip Ganassi Racing          | 30  | Juan Pablo Montoya | Dan Kolanda 3 Steve Boyer 1 | 1     |
| Dodge                | Rick Ware Racing             | 30  | Stanton Barrett    | Dan Kolanda 3 Steve Boyer 1 | 3     |
| Dodge                | Rick Ware Racing             | 52  | Stanton Barrett    | Dan Kolanda                 | 1     |
| Dodge                | Rick Ware Racing             | 52  | Larry Gunselman    | Dan Kolanda                 | 2     |
| Dodge                | Rick Ware Racing             | 52  | Steve Portenga     | Dan Kolanda                 | 1     |
| Dodge                | Rick Ware Racing             | 52  | Donnie Neuenberger | Dan Kolanda                 | 2     |
| Dodge                | McGlynn Racing               | 74  | Derrike Cope       | Dom Turse                   | 27    |
| Dodge                | R&J Racing                   | 37  | Chad Blount        | Mark Tutor                  | 1     |
| Dodge                | R&J Racing                   | 37  | Mike Skinner       | Mark Tutor                  | 5     |
| Dodge                | R&J Racing                   | 37  | Carl Long          | Mark Tutor                  | 3     |
| Dodge                | R&J Racing                   | 37  | David Murry        | Mark Tutor                  | 2     |
| Dodge                | R&J Racing                   | 37  | Bill Elliott       | Mark Tutor                  | 4     |
| Dodge                | Shepherd Racing Ventures     | 89  | Morgan Shepherd    | Doug George                 | 16    |
| Dodge                | Shepherd Racing Ventures     | 89  | Kertus Davis       | Doug George                 | 1     |
| Dodge                | Team Red Bull                | 83  | Bill Elliott       | Ricky Viers                 | 1     |
| Dodge                | Team Red Bull                | 84  | A. J. Allmendinger | Ricky Viers                 | 2     |
| Ford                 | Andy Belmont Racing          | 59  | Andy Belmont       | Billy Owen                  | 1     |
| Ford                 | Brent Sherman Racing         | 04  | Brent Sherman      |                             | 1     |
| Ford                 | Hover Motorsports            | 80  | Carl Long          | Stan Hover                  | 1     |
| Ford                 | No Fear Racing               | 60  | Boris Said         | Frank Stoddard              | 4     |
| Ford                 | No Fear Racing               | 60  | David Ragan        | Frank Stoddard              | 2     |
| Ford                 | Robert Yates Racing          | 90  | Stephen Leicht     | Raymond Fox Jr.             | 2     |
| Ford                 | Robert Yates Racing          | 90  | Marc Goossens      | Raymond Fox Jr.             | 1     |
| Ford                 | Roush Racing                 | 06  | Todd Kluever       | Frank Stoddard              | 7     |
| Ford                 | Roush Racing                 | 06  | David Ragan        | Frank Stoddard              | 2     |
| Ford                 | Sacks Motorsports            | 13  | Greg Sacks         |                             | 1     |
| Chevrolet Ford       | MBA Racing                   | 00  | Hermie Sadler      | Micah Horton                | 17    |
| Chevrolet Dodge Ford | Phoenix Racing               | 09  | Mike Wallace       | Marc Reno                   | 6     |
| Chevrolet Dodge Ford | Phoenix Racing               | 09  | Jeremy Mayfield    | Marc Reno                   | 2     |

## Calendario
|                            | Budweiser Shootout                                       | Daytona International Speedway, Daytona Beach | 12 febbraio  |
|                            | Gatorade Duel                                            | Daytona International Speedway, Daytona Beach | 16 febbraio  |
| 1                          | Daytona 500                                              | Daytona International Speedway, Daytona Beach | 19 febbraio  |
| 2                          | Auto Club 500                                            | California Speedway, Fontana                  | 26 febbraio  |
| 3                          | UAW-DaimlerChrysler 400                                  | Las Vegas Motor Speedway, Las Vegas, Nevada   | 12 marzo     |
| 4                          | Golden Corral 500                                        | Atlanta Motor Speedway, Hampton               | 20 marzo     |
| 5                          | Food City 500                                            | Bristol Motor Speedway, Bristol               | 26 marzo     |
| 6                          | DirecTV 500                                              | Martinsville Speedway, Ridgeway               | 2 aprile     |
| 7                          | Samsung/Radio Shack 500                                  | Texas Motor Speedway, Fort Worth              | 9 aprile     |
| 8                          | Subway Fresh 500                                         | Phoenix Raceway, Phoenix                      | 22 aprile    |
| 9                          | Aaron's 499                                              | Talladega Superspeedway, Talladega            | 1º maggio    |
| 10                         | Crown Royal 400                                          | Richmond International Raceway, Richmond      | 6 maggio     |
| 11                         | Dodge Charger 500                                        | Darlington Raceway, Darlington                | 13 maggio    |
|                            | Nextel Open                                              | Lowe's Motor Speedway, Concord                | 20 maggio    |
|                            | Nextel All-Star Challenge                                | Lowe's Motor Speedway, Concord                | 20 maggio    |
| 12                         | Coca-Cola 600                                            | Lowe's Motor Speedway, Concord                | 28 maggio    |
| 13                         | Neighborhood Excellence 400 presented by Bank of America | Dover International Speedway, Dover           | 4 giugno     |
| 14                         | Pocono 500                                               | Pocono Raceway, Long Pond                     | 11 giugno    |
| 15                         | 3M Performance 400 presented by Post-It Picture Paper    | Michigan International Speedway, Brooklyn     | 18 giugno    |
| 16                         | Dodge/Save Mart 350                                      | Infineon Raceway, Sonoma                      | 25 giugno    |
| 17                         | Pepsi 400                                                | Daytona International Speedway, Daytona Beach | 1º luglio    |
| 18                         | USG Sheetrock 400                                        | Chicagoland Speedway, Joliet                  | 9 luglio     |
| 19                         | Lenox Industrial Tools 300                               | New Hampshire Motor Speedway, Loudon          | 16 luglio    |
| 20                         | Pennsylvania 500                                         | Pocono Raceway, Long Pond                     | 23 luglio    |
| 21                         | Allstate 400 at the Brickyard                            | Indianapolis Motor Speedway, Speedway         | 6 agosto     |
| 22                         | AMD at The Glen                                          | Watkins Glen International, Watkins Glen      | 13 agosto    |
| 23                         | GFS Marketplace 400                                      | Michigan International Speedway, Brooklyn     | 20 agosto    |
| 24                         | Sharpie 500                                              | Bristol Motor Speedway, Bristol               | 26 agosto    |
| 25                         | Sony HD 500                                              | California Speedway, Fontana                  | 3 settembre  |
| 26                         | Chevy Rock & Roll 400                                    | Richmond International Raceway, Richmond      | 9 settembre  |
| Chase for the Championship |                                                          |                                               |              |
| 27                         | Sylvania 300                                             | New Hampshire Motor Speedway, Loudon          | 17 settembre |
| 28                         | Dover 400                                                | Dover International Speedway, Dover           | 24 settembre |
| 29                         | Banquet 400 presented by ConAgra Foods                   | Kansas Speedway, Kansas City                  | 1º ottobre   |
| 30                         | UAW-Ford 500                                             | Talladega Superspeedway, Talladega            | 8 ottobre    |
| 31                         | Bank of America 500                                      | Lowe's Motor Speedway, Concord                | 14 ottobre   |
| 32                         | Subway 500                                               | Martinsville Speedway, Ridgeway               | 22 ottobre   |
| 33                         | Bass Pro Shops 500                                       | Atlanta Motor Speedway, Hampton               | 29 ottobre   |
| 34                         | Dickies 500                                              | Texas Motor Speedway, Fort Worth              | 5 novembre   |
| 35                         | Checker Auto Parts 500 presented by Pennzoil             | Phoenix Raceway, Phoenix                      | 12 novembre  |
| 36                         | Ford 400                                                 | Homestead-Miami Speedway, Homestead           | 19 novembre  |